# Pleasant Valley
Pleasant Valley är en stad i Marion County i delstaten West Virginia, USA. Invånarantalet var 3 124 år 2000. Den har enligt United States Census Bureau en area på totalt 8,7 km², allt är land.